# Isonym
En isonym, i botanisk taxonomi, är ett namn på ett taxon som är identiskt med en annan beteckning på samma taxon och dessutom baserat på samma typ, men som publicerats vid en annan tidpunkt och ibland dessutom av andra författare.